# L'or de l'atzur
L'or de l'atzur és una pintura de Joan Miró feta el 1967 i que actualment es conserva a la Fundació Joan Miró de Barcelona. En aquesta obra es pot veure la importància que manté la simbologia de Joan Miró en la seva obra al llarg de tota la seva carrera.

## Descripció
En aquesta obra tornen a aparèixer representats molts dels símbols mironians dels anys 40: Estels, planetes, dones, línies ondulants, probablement un ocell. Destaca el color groc àcid que envolta una zona de color atzur, que està envoltat d'una aurèola blanca (zona sense pintar on s'entreveu l'emprimació blanca de la tela).
Joan Miró va comentar el seu viatge al Japó:
| «           | Des que era jove tenia molt interès en el ukiyo-e del Japó, i em va impressionar molt la manera de reaccionar els japonesos davant d'una gota d'aigua, una pedreta, un grapat de sorra, coses que sembla que no tenen sentit. | » |
| — Joan Miró | |   |